# المنتدى الأوروبي لمثليات الجنس

شعار المنتدى

المنتدى الأوربي لمثليات الجنس هو واحد من أول المؤتمرات المستقلة لمثليات الجنس في أوروبا، عقدت في ما بين 5 و 8 أكتوبر 2017 في بروتفابرك في فيينا، النمسا.

## تاريخه
تم تنظيم أول منتدى دولي للمثليات من قبل دائرة المعلومات الدولية للمثليات التابعة للمؤسسة الدولية للمثليين والمثليات ومزدوجي التوجه الجنسي والمتحولين جنسيا وثنائيي الجنس، سنة 1980 في برشلونة.
في عام 1998، أوقفت دائرة المعلومات الدولية للمثليات نشاطها تمامًا ونشرت بيانًا نهائيًا. إذ كتب شيلي أندرسون تقريرًا نهائيًا مؤلفًا من 58 صفحة بعنوان «حقوق مثليات الجنس هي حقوق إنسان»  تسليطا منه للضوء على أحد المحاور الرئيسية التي تركز عليها دائرة المعلومات الدولية للمثليات.

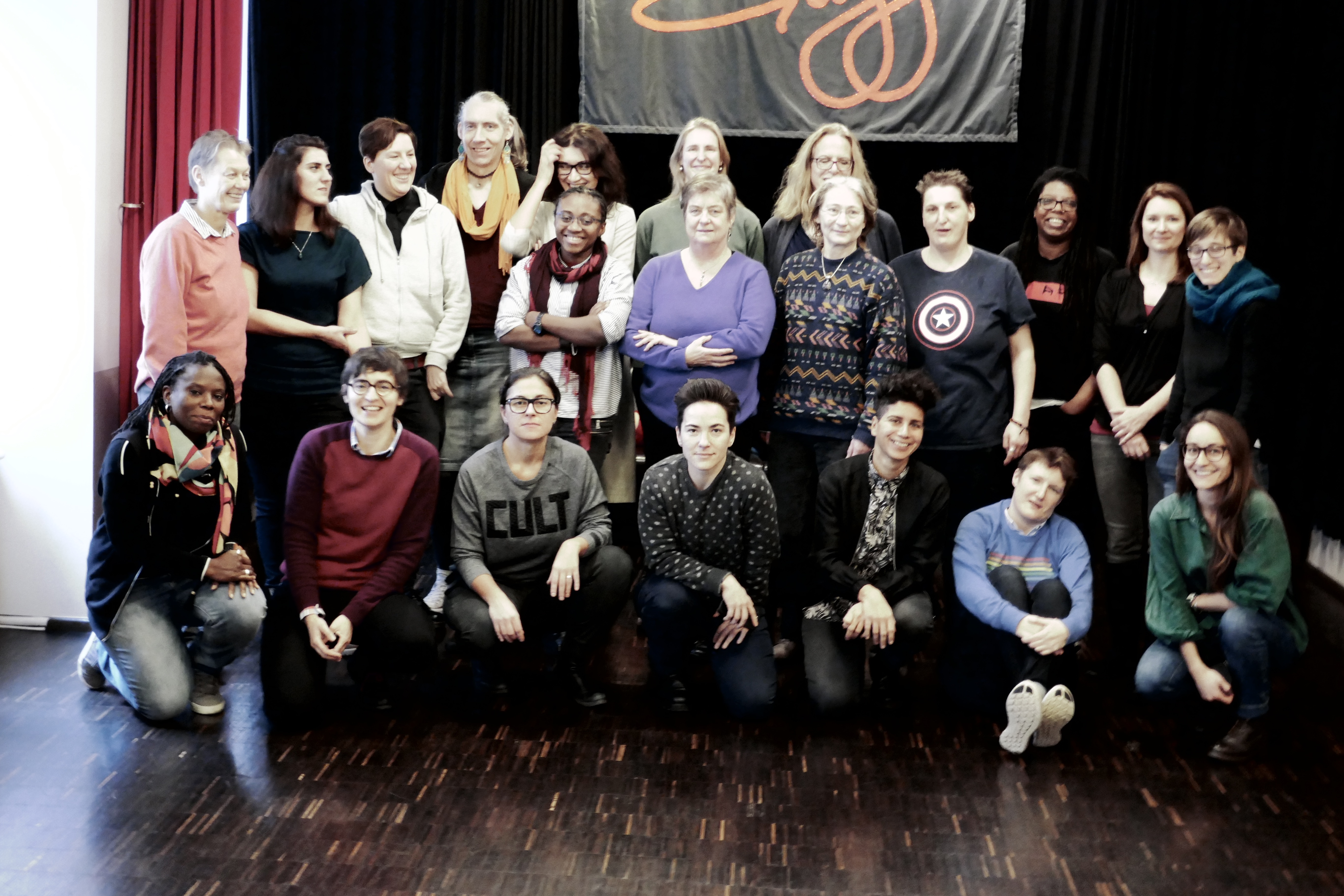
عضوات المنتدى في اجتماع في فيينا في جانفي 2018

في عام 2016، في المؤتمر السنوي لـلمؤسسة الدولية للمثليين والمثليات ومزدوجي التوجه الجنسي والمتحولين جنسيا وثنائيي الجنس في قبرص، شارك 70 ناشطة أوروبية في ورشة عمل نظمت خصيصًا لهن، وانتهت المشاركات إلى أن هناك حاجة ملحة لتعزيز وزيادة ظهور السحاقيات، وتطوير الشبكات والعمل على احتياجات واضطهاد السحاقيات.
سنة 2017، تم تنظيم المؤتمر الأوروبي الأول للمثليات بشكل مستقل عن المؤسسة الدولية للمثليين والمثليات ومزدوجي التوجه الجنسي والمتحولين جنسيا وثنائيي الجنس. وكانت كل من سيلفيا كاسالينو، اناستازيا دانيلوفا، ماريلا مولر، أليس التابوت، أولينا شيفتشينكو وماريا فون كانل من المؤسسات المشاركات. في 2 فبراير 2017، قامت إيوا دزيادزيك وماريلا مولر وميكاي رسميًا بتسجيل المنظمة غير الحكومية قانونيا وأصبح مقرها الرسمي فيينا برئاسة سيلفيا كاسالينو وماريلا مولر.
مثلت كريمة زاهي المنتدى خلال يوم ملحوضية المثلية في البرلمان الأوروبي في 26 أبريل 2018. في هذه المناسبة، ناقش الحاضرون مشكلة رهاب المثلية في البلدان الأوروبية، ونشاط السحاقيات في البلقان وتركيا، وإبراز السحاقيات في التعليم والمشاكل التي تواجهها طالبات اللجوء المثليات. كيكا فوميرو ومارثا فرنانداز هرايز من إسبانيا هن أيضًا ممثلات للمنظمة.

## منتدى 2017 في فيينا

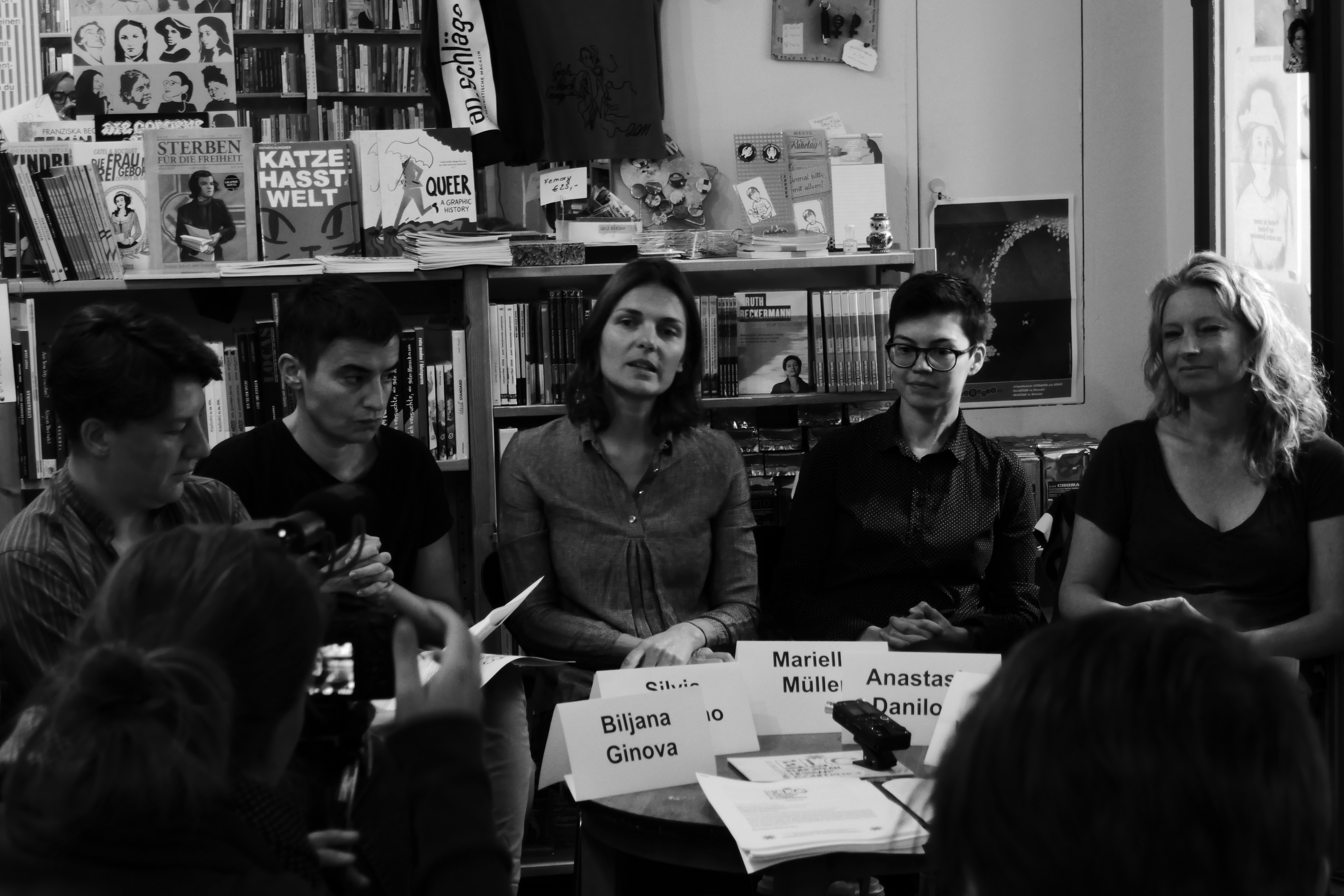
الندوة الصحفية للمنتدى في مكتبة شيكليت النسوية

تتم دعوة أكثر من 400 امرأة من 44 دولة بأوروبا وآسيا الوسطى إلى المؤتمر وفقًا لما ذكرته ماريا فون كاين. في الأول، وقع الاختيار على بلغراد كمكان للإقامة المؤتمر، إلا أن فيينا كانت القرار النهائي في النهاية لأسباب لوجستية ولأنها تمتلك مجتمعًا مثليًا نشطًا ومرئيًا على عكس الأولى. الهدف الرئيسي من المؤتمر هو جعل السحاقيات مرئيات ولإظهار معارضتهم للهوموفوبيا وتعزيز شبكات التضامن. حسب أليس كوفين، فإنه عندما تكون القضية غير مرئية، فهي غير موجودة. بالنسبة للسحاقيات، يظهر ذلك من خلال تحليل الميزانية المخصصة للمثليات. فوفقا لها، من أصل 424 مليون دولار مخصصة المشاريع التي تركز على الإل جي بي تي ، فقط 2 ٪ مخصصة للمثليات. بالإضافة إلى ذلك، لا يزال الحضور في مؤتمرات المؤسسة الدولية للمثليين والمثليات ومزدوجي التوجه الجنسي والمتحولين جنسيا وثنائيي الجنس باهظًا، في حين يسمح نظام المنتدى الأوربي لمثليات الجنس بمشاركة 100 شخص بالمجان ويحافظ على تكاليف التسجيل منخفضة للغاية لضمان تنوع المشاركين.
أول بيان افتتاحي أدلى به أولريك لوناسك، التي كانت وقتها مرشحة الحزب الأخضر في الانتخابات البرلمانية في فيينا. في كلمتها الافتتاحية، أكدت السياسية أنه لا بد من إحراز بعض التقدم على الصعيد القانوني لضمان حقوق متساوية للمثليات. وكما قامت فايقة نغاشي، إيوا دزيادزيك، فيل أوبوكو جيماه وليندا رايلي، رئيس تحرير مجلة ديفا بإلقاء خطابات.
الشعار العام للمنتدى الأوربي لمثليات الجنس الأول هو «وصل، تفكير، فعل، تغيير».
تم تنظيم حدث في شوارع فيينا، بعد اختتام المؤتمر في 7 أكتوبر.

### محاور عمل المنتدى
تم الإعلان عن المواضيع الرئيسية من قبل أليس كوفين في سبتمبر 2017، وهي تتضمنز
- الحراك السحاقي
- البحوث السحاقية
- السياسات المثلية
- التشبيك وتنظيم السحاقيات

## منتدى 2019
في 2018، تم نشر سبق صحفي أعلن فيه أن المنتدى في مسخة 2019 سيتم تنظيمه في مدينة كياف بأكرانيا من 12 إلى 14 أفريل.

## الهيئة المنظمة
تم انتخاب مارييلا مولر وسيلفيا كاسالينو لرئاسة المؤسسة في عام 2017. وانضم فيما بعد أعضاء آخرون إلى مجلس الإدارة في عام 2017 مثل بيلجانا جينوفا، ماريا فون كايل، لويز لوكش (أمينة الصندوق) ، ليلى لومان، ميكيلا توليبان، إيوا دزيزيدتش، أولينا شيفتشينكو، أوراورا بابا، أليس كوفين، إلاريا تود، أناستاسيا دانيلوفا، وبيا ستيفنسون، وميهايلا ديسبان. انضمت دراغانا تودوريف إلى مجلس الإدارة بعد مؤتمر فيينا.

## معرض صور

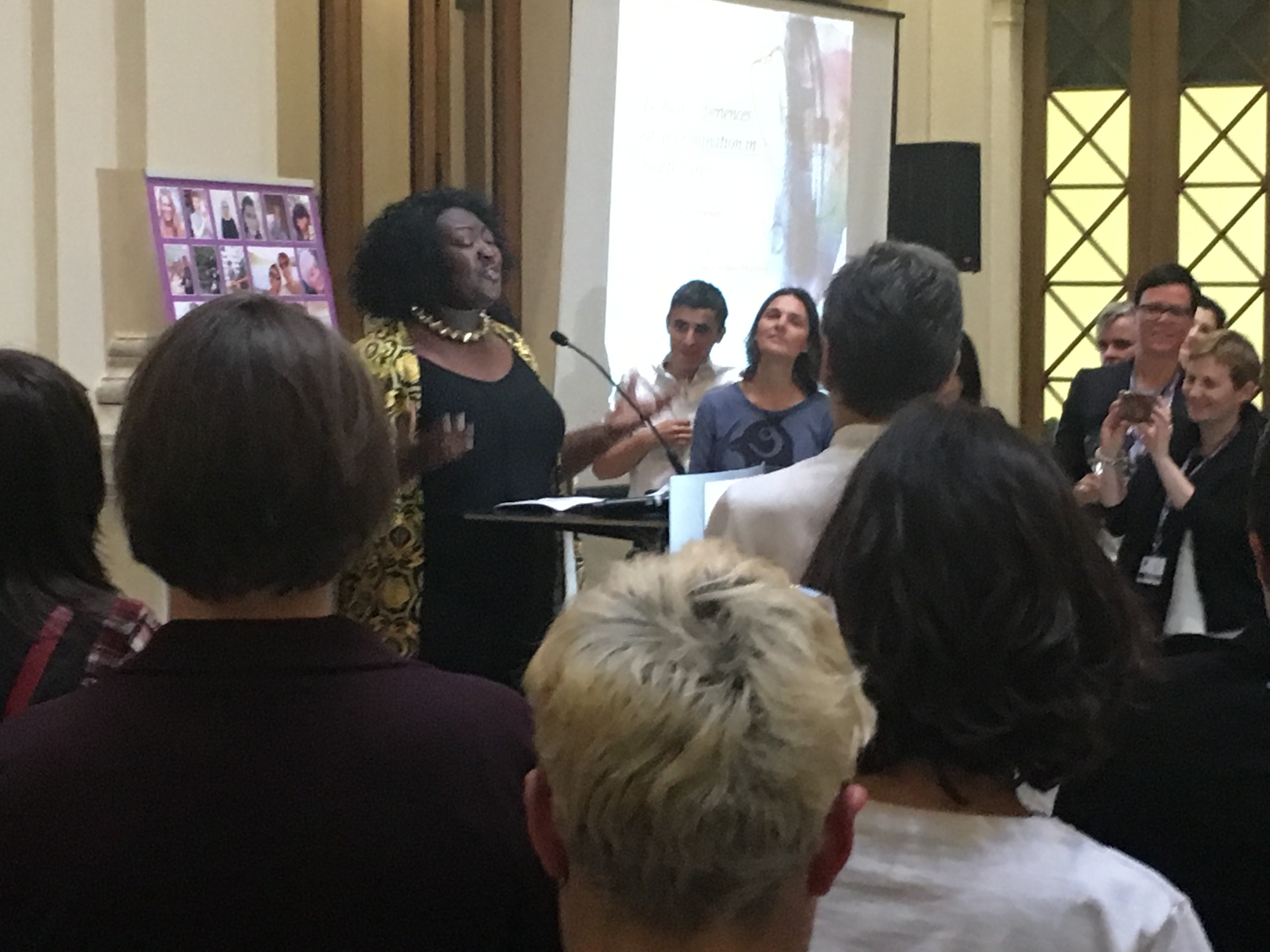
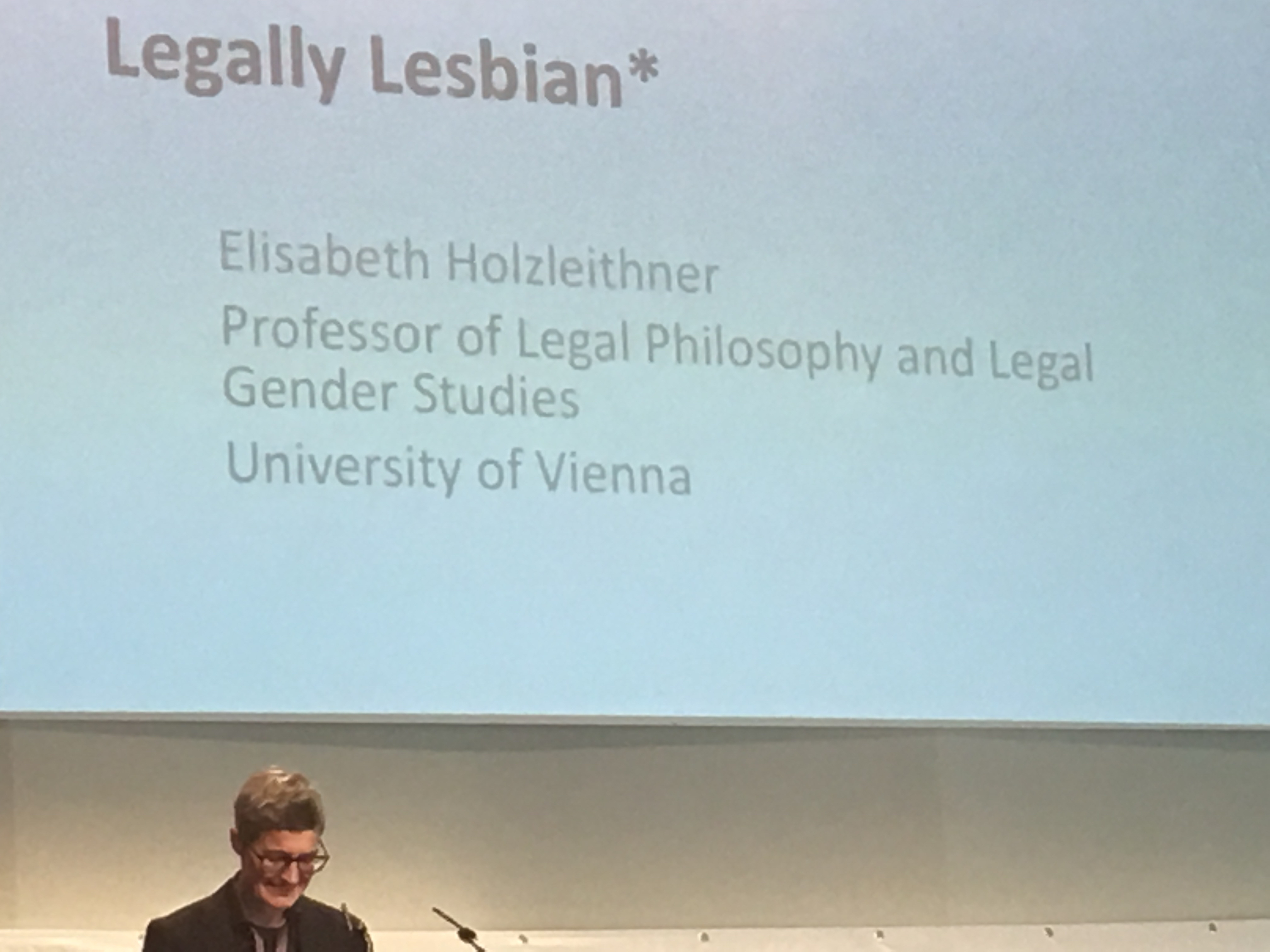
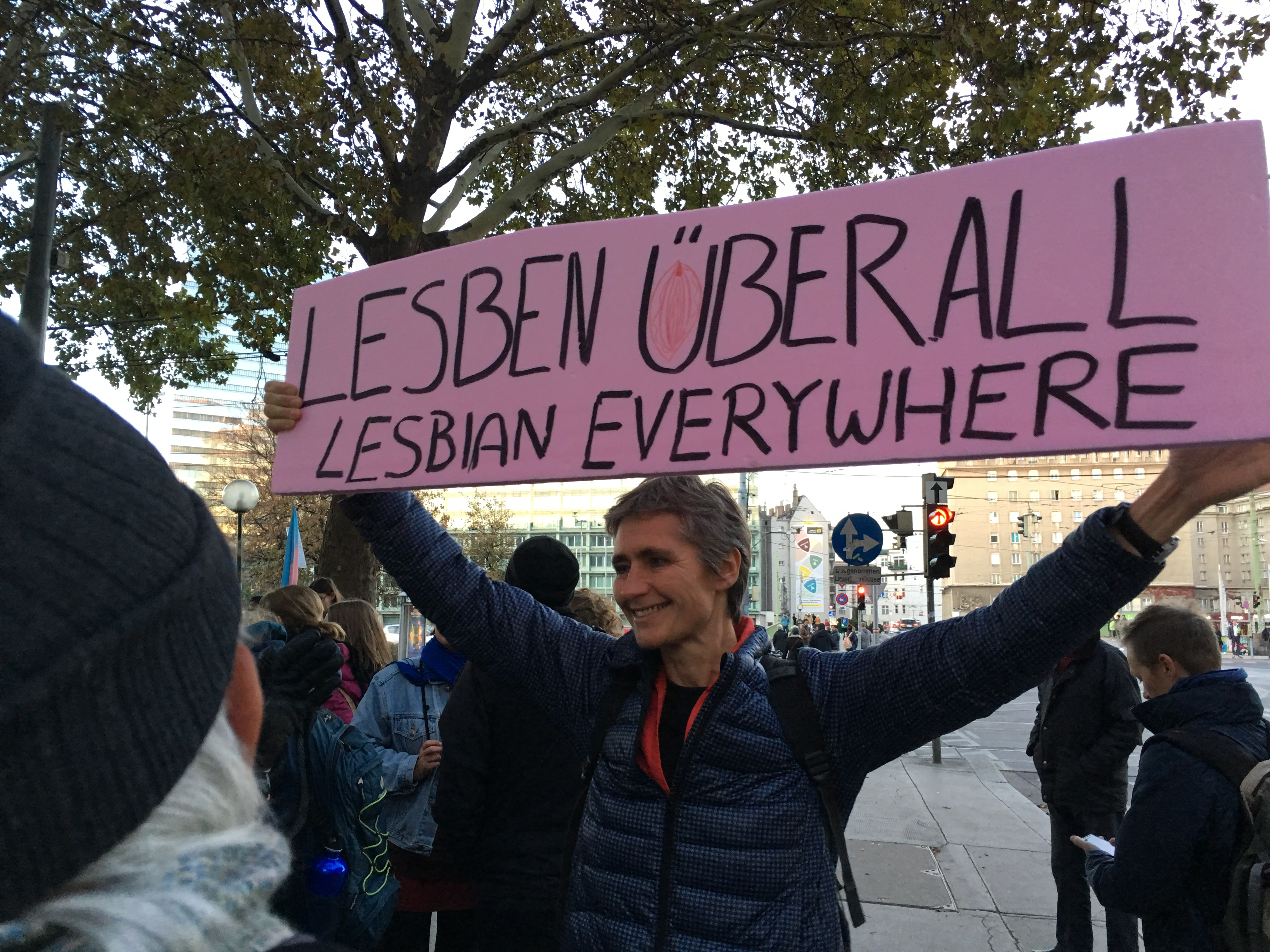
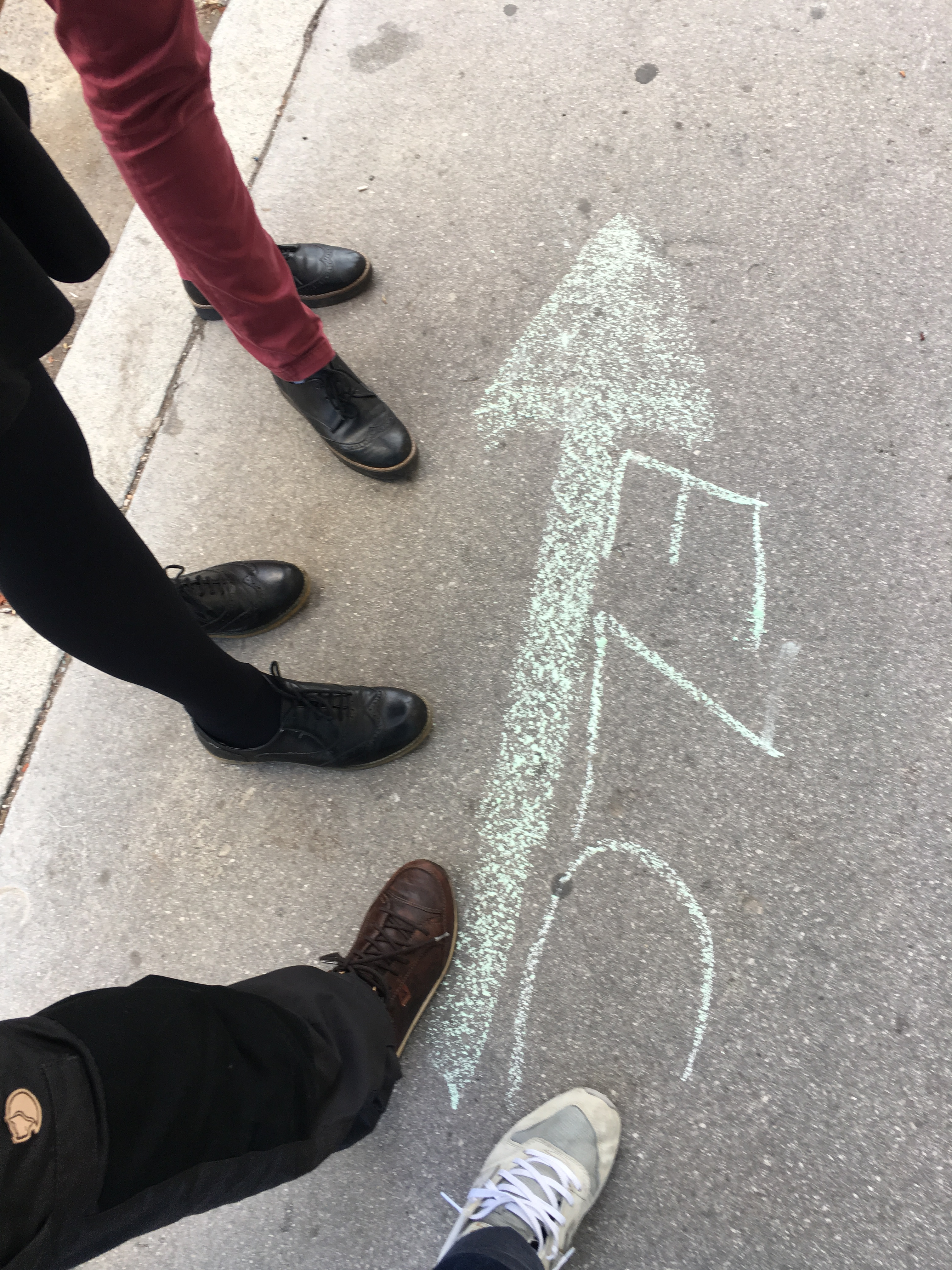